# Неђељишта
Неђељишта је насељено мјесто у општини Власеница, Република Српска, БиХ. Према попису становништва из 1991. у насељу је живјело 738 становника.

## Становништво
Према попису становништва из 1991. године, мјесто је имало 738 становника.
| Националност       | 1991. |
| Муслимани          | 618   |
| Срби               | 119   |
| остали и непознато | 1     |
| укупно             | 738   |

| Демографија | Демографија | Демографија |
| Година      | Становника  | Становника  |
| ----------- | ----------- | ----------- |
| 1961.       | 607         |             |
| 1971.       | 701         |             |
| 1981.       | 686         |             |
| 1991.       | 738         |             |